# Pulau Malang Siajar
Pulau Malang Siajar est une île située au Nord de l'île principale de Singapour. 

## Géographie
Totalement désertique et rocheuse, elle s'étend sur environ 100 m de longueur pour une largeur approximative de 75 m.